# Plané loučky
Plané loučky je přírodní rezervace poblíž obce Horka nad Moravou v okrese Olomouc. Maloplošné chráněné území spravuje AOPK ČR Správa CHKO Litovelské Pomoraví.  Důvodem ochrany je uchování společenstev slatinných luk, fragmentů měkkého luhu, meandrujícího toku s břehovými porosty a tůní s výskytem řady ohrožených rostlin i živočichů.  Lokalita je rozsáhlým unikátním celkem lučních a mokřadních stanovišť v jižní části CHKO Litovelské Pomoraví. Malá část luk byla předmětem ochrany prohlášena již v roce 1952, ale až roku 1992 bylo chráněné území rozšířeno na současnou rozlohu.

## Přírodní poměry
Rezervace o rozloze 20 ha se nachází na severozápadním okraji Olomouce nedaleko rekreačního jezera Poděbrady směrem k obci Horka nad Moravou. Jedná se o mokřadní území u řeky Moravy s tůněmi a vlhkými loukami. Rezervací protéká Mlýnský náhon (staré koryto Moravy), který je na jižním konci rezervace přehrazen jezem. Na hladině Mlýnského potoka je závislá hladina podzemní vody a tím i hloubka vody v tůních.  Níže položená místa  jsou trvale zaplavena  spodní vodou. Na těchto místech jsou lokálně vyvinuty slatiny a slatinné zeminy.  Na jiné části luk se voda dostává jen příležitostně a půda zde může v létě prosychat. 

### Tůně
Izákova tůň je biologicky jedna z nejcennějších. Maximální hloubka vody je přes 1 m, zbytek tvoří sedimenty. Hluboká rozsáhlá tůň, prodlouženého tvaru o délce 170 – 175 m, asi 20 m široká. Tůň Jelito je přibližně stejně velká, obrostlá rákosem. Tůň Kolečko  byla roku 1993 vyhloubena pomocí dynamitu a následně odbagrována do hloubky  přibližně 1 m. Rákosinová tůň je plošně nejrozsáhlejší rákosový porost v rezervaci.  Délka je 35 m, šířka 15 m, hloubka cca 70 cm s více než půlmetrovou vrstvou jemného sedimentu. Je obklopena rákosím a křovinami. Místy se zde vyskytují keřovité a stromové vrby. Okolo Rákosinové tůně je několik menších tůní, které v létě vysychají.

### Louky
Mezi Izákovou tůní a tůní Jelito se rozkládá  psárkovitá louka protáhlého tvaru  pojmenovaná Amerika. Horecké a Křelovské louky jsou  luční porosty o ploše 0,05 až 0,1 ha.  Korhoňova louka  je rozsáhlá a poměrně vlhká louka, zejména v blízkosti tůní a Mlýnského potoka. 

### Slatinky

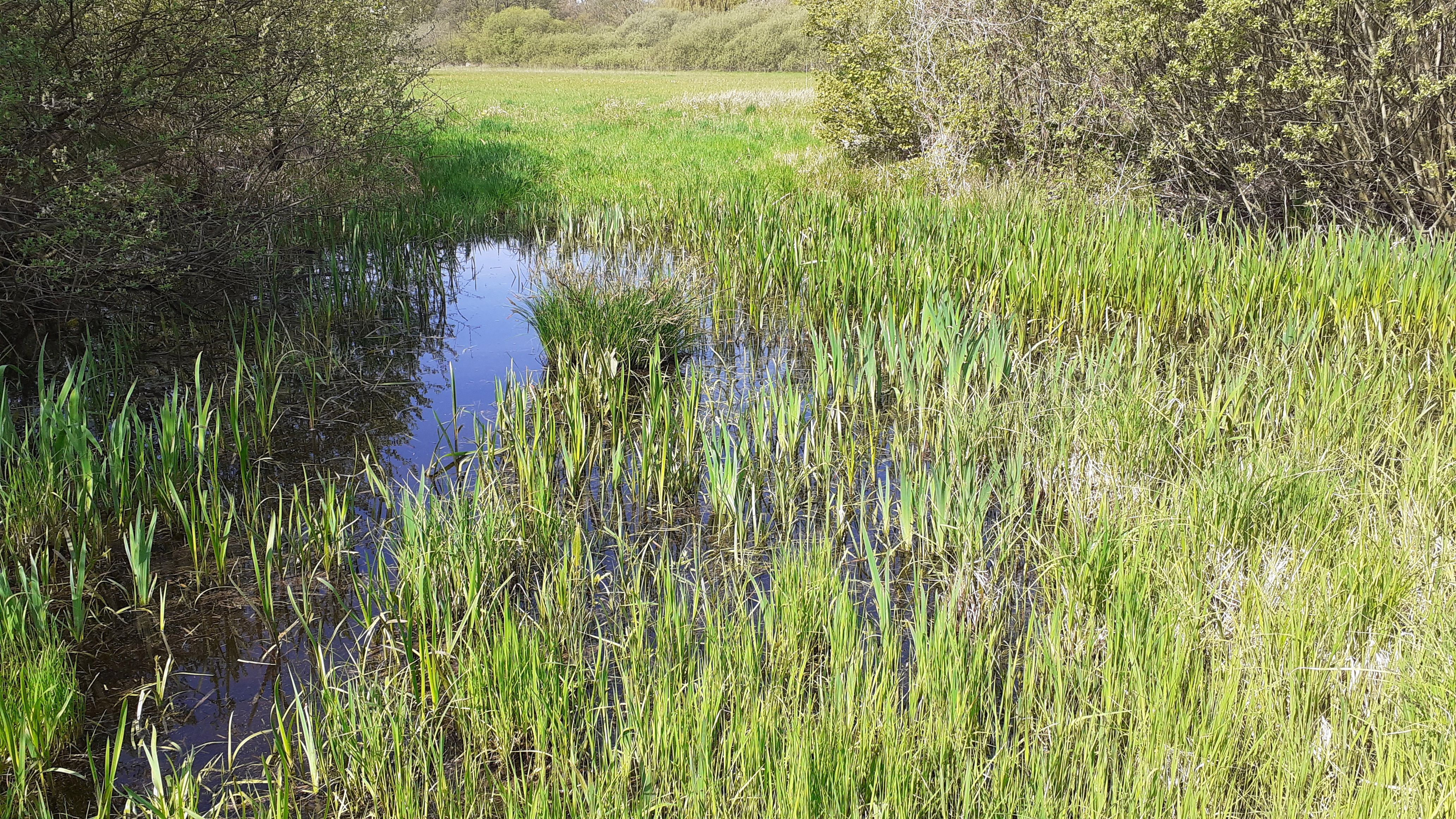
Mokřady na Planých loučkách

Středový pás  tvoří velká protáhlá plocha mokřin, rákosin, porostů křovitých a stromových vrb. Uprostřed této mokřiny je protáhlá tůň o délce 50 m a šířce 15 m,  v nejhlubším místě asi půl metru hluboká.
Slatinka je plošně nevelká periodická tůň, která zarůstá rákosem a vrbou popelavou. Korhoňovy mokřiny jsou zarostlé keřovitými vrbami a olšemi a jejich okolí ostřicemi.
Křelovské průlehy jsou  příkop vykopaný správou CHKO Litovelské Pomoraví v roce 1994 za účelem vytvoření nových vodních biotopů. Příkop (hluboký cca 1 m a široký 2m) je trvale zvodnělý s vyvinutými porosty orobince. 

## Flóra a fauna

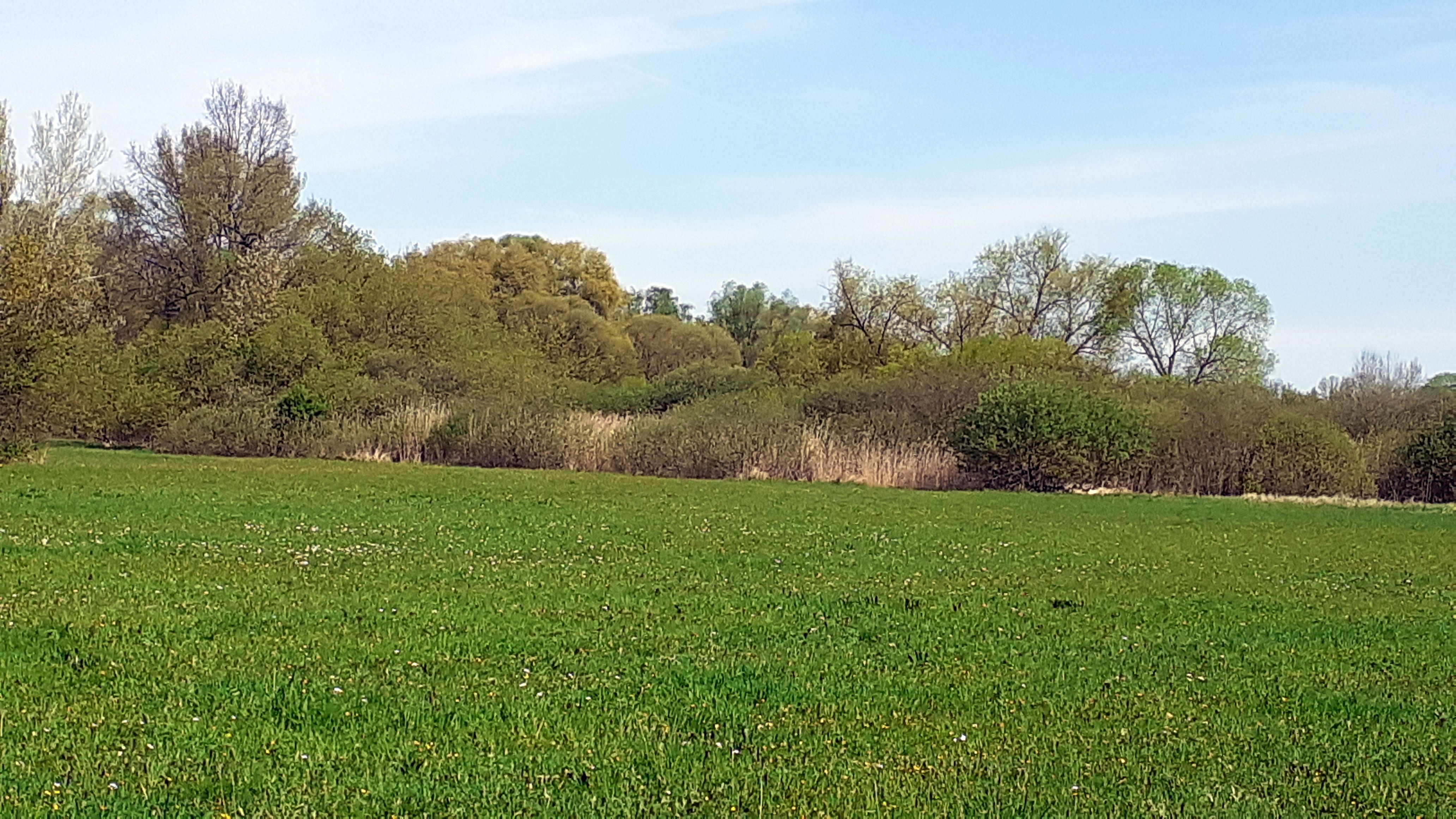
luční porost na Planých loučkách

Na Planých loučkách  roste kolem  356 taxonů cévnatých rostlin, z nichž 56 je uvedených v tzv. červeném seznamu ohrožených druhů a 12 z nich patří mezi zvláště chráněné druhy. Kromě rostlin cévnatých zde bylo zaznamenáno ještě 80 druhů mechorostů. Z ohrožených rostlinných druhů jsou zde zastoupeny například hrachor bahenní, sítina tmavá, pryskyřník velký, kosatec sibiřský, hořec hořepník nebo česnek hranatý. Slatinné plochy jsou porostlé převážně rákosem a vysokými ostřicemi. Mezi  významné místní  živočichy patří drobný členovec (škeblovka rovnohřbetá)  a vodní plž (svinutec tenký).  Vyskytuje se zde řada obojživelníků a plazů. V tůních žije vzácný korýš hrášník zobcovitý.  Na loukách lze vidět různé druhy motýlů, mezi nimi modráska bahenního nebo ohniváčka černočárného. Z ptáků zde hnízdí například  moták pochop, chřástal vodní a rákosník velký. 

## Naučná stezka

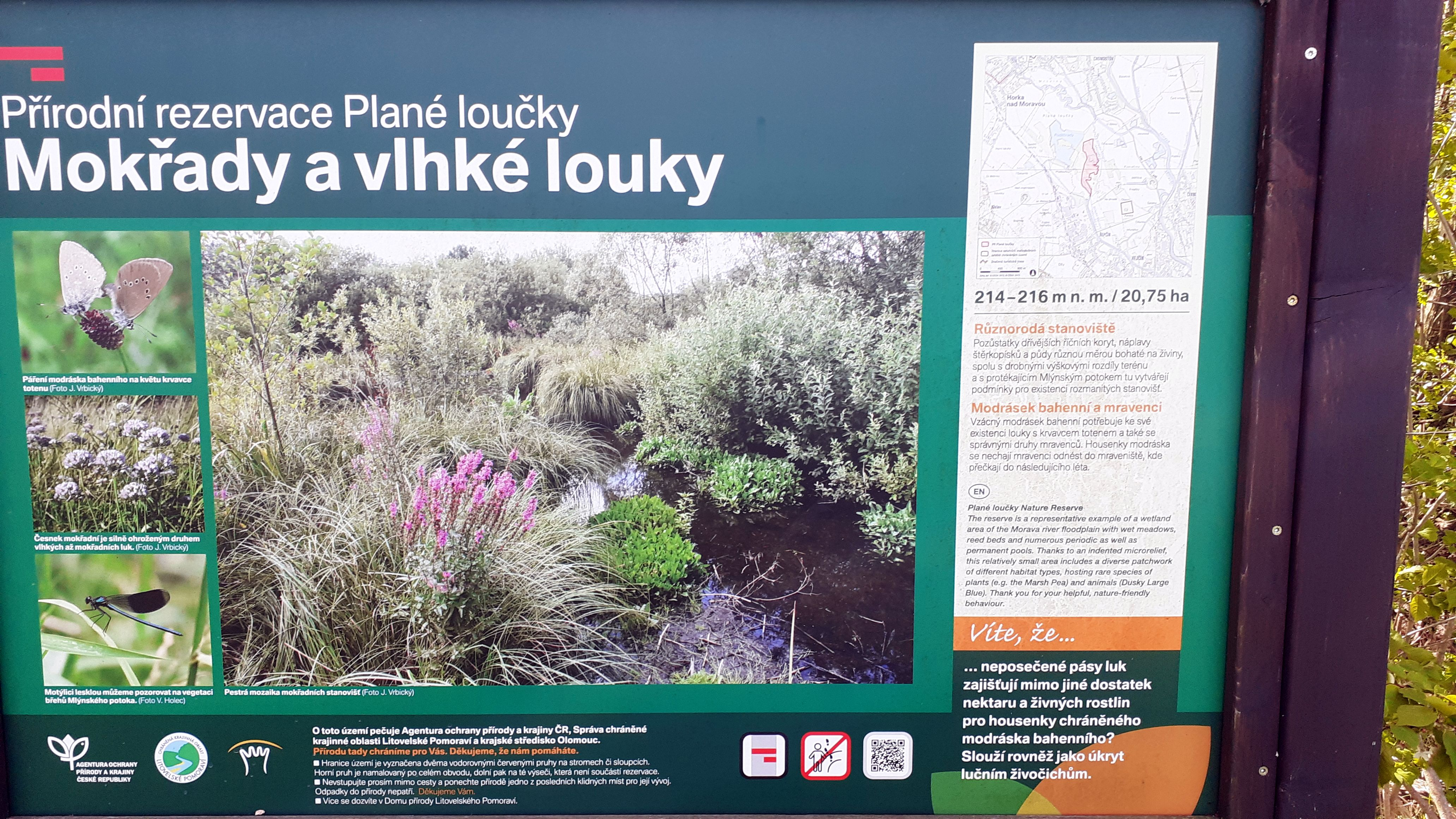
Informační tabule u Planých louček

V okolí rezervace vede naučná stezka Putování lučním královstvím mezi Horkou nad Moravou a Olomoucí. 